# Schloss Müllberg
Das Schloss Müllberg war ein langgestreckter Holzbau in englischem Stil mit Zackenverzierungen und einem etwa 20 Meter hohen Turm. Dieser lag auf dem Müllberg (heute Mülbärg) beim thurgauischen Raperswilen in der Schweiz.

## Geschichte
Das Schloss entstand 1854. Zu ihm gehörten ebenfalls 70 Jucharten Wald, sowie 111 Jucharten Kulturland, worauf der Gründer George Treherne, ein Engländer, eine Parkanlage setzte. Sein Besitztum umzäunte er mit einem zirka zwei Meter hohen Maschenzaun und durchzog den Wald mit Strassen, auf denen er mit seinen Gästen mittels Kutsche auszufahren pflegte. Nach dem Tod Trehernes um 1878 wechselte das Schloss häufig seinen Besitzer, bis es nach dem Ausbruch des Ersten Weltkrieges am 13. Oktober 1914 vollständig niederbrannte.